# Družbena kritika
Družbena kritika je pojem s področij socialne filozofije, politične ekonomije, sociologije, socialne psihologije, psihoanalize, literature in družbenih ved. Označuje namero popravljanja družbenih struktur, za katere je analiza pokazala, da imajo pomanjkljivosti, in išče praktične rešitve s pomočjo določenih postopkov, radikalnih reform ali celo revolucionarnih sprememb. Kritično stališče do družbe je značilno za leve nazorske opcije, vendar leva politična teorija nima monopola nad njo. Izhodišče za družbenokritični odnos je lahko negativna izkušnja manjšine (primer homoseksualnost) tako v okvirih konservativnih kot naprednih družbenih sistemov. Družbena kritičnost je skupaj s humanističnim vzgojnim idealom kritične osebnosti in kritične refleksije samoregulativni mehanizem, ki skrbi za delovanje zahodne civilizacije.

## Družbena kritika v literaturi
Družbenokritična literatura zajema leposlovna dela, ki iz različnih vidikov obravnavajo motive socialnih nasprotij in konfliktov. Ta tematika se pojavlja v literaturi starega orienta in jo je mogoče spremljati skozi vse poznejše dobe, pomembnejše mesto dobi v razsvetljenski meščanski tragediji, v predromantični dramatiki, v politično aktualistični poeziji 19. stoletja, v realističnem in naturalističnem romanu in drami, v socialno angažiranem ekspresionizmu, v socialnem in socialističnem realizmu ter v literaturi eksistencializma.
Zlasti v obdobju kritičnega realizma je prišla družbena kritika še posebej do izraza. Utemeljevala se je v marksizmu. Literarna dela realistov 18. in 19. stoletja, so ostajala sicer v okviru meščanskih ideologij, vendar so avtorji odkrivali protislovja meščanske družbe ali jo odkrito kritizirali v imenu obče človeške, humanistične morale (Balzac, Dickens, Lev Nikolajevič Tolstoj, T. Mann).
V opoziciji z družbeno kritičnostjo je prilagajanje mišljenja ali ravnanja v trenutnih okoliščinah in sprejemanje ter upoštevanje družbenih ali skupinskih norm zaradi osebnega udobja in koristi — konformizem in oportunizem (družbena potrjevalnost).

## Družbenokritična literatura na Slovenskem
V obdobju moderne se je družbenokritična literatura pojavila predvsem v Cankarjevi dramatiki in nekaterih njegovih daljših pripovednih delih. V Cankarjevem zrelem obdobju (1900-1909), ki ga imenujemo tudi družbeno kritično, zaradi problematike, ki v njem prevladuje, so nastala skoraj vsa njegova daljša dela (povesti, romani in daljše novele). V tem obdobju je ustvaril obsežne družbeno kritične dramske tekste, kot so Za narodov blagor, Kralj na Betajnovi, Pohujšanje v dolini šentflorjanski in Hlapci. Prvine socialistične miselnosti so narasle zlasti okoli 1907, ko se je z deli Martin Kačur, Hlapec Jernej in njegova pravica pa tudi s Hlapci približal začetni fazi socialističnega realizma, ki ga je v istem obdobju snoval Maksim Gorki.
V tridesetih letih 20. stoletja se je v slovenski književnosti rodil socialni realizem, ki je ohranjal tradicijo realizma in naturalizma 19. stoletja, pa tudi slovenske moderne, ekspresionizma in zlasti nove stvarnosti. Za razliko od realizma 19. stoletja, ki je bil meščanski, kritičen do obstoječe družbe, se je novi realizem angažiral za novo, socialistično družbo in za zrušenje meščanske.
Po drugi svetovni vojni oziroma po letu 1950 so se nekateri mlajši avtorji navezovali na socialni realizem, vendar ne brez značilnih sprememb: opustili so kmečko motiviko in se usmerili k malemu mestnemu človeku ali pomeščanjenemu podeželanu takratnega časa.
Najvidnejši predstavniki socialnega realizma so: Prežihov Voranc (Samorastniki), Miško Kranjec (Režonja na svojem), Ciril Kosmač (Človek na zemlji), France Bevk (Kaplan Martin Čedermac), Anton Ingolič, Ivan Potrč (Svet na Kajžarju), Juš in Ferdo Kozak, Bratko Kreft, Tone Seliškar, Mile Klopčič, Igo Gruden, Tone Partljič (Moj ata, socialistični kulak).
V tematski klasifikaciji poezije so družbenokritična besedila ena od glavnih skupin, poleg tistih z ljubezensko, bivanjsko, poetološko in domovinsko tematiko.